# Termoelektrana Tuzla
Termoelektrana Tuzla je termoelektrana na zapadu grada Tuzle, na Bukinju, s druge, južne strane rijeke Jale. Sjeverno od kompleksa je Šićki Brod. Južno od kompleksa termoelektrane je Husino. U neposrednoj blizini je poduzeće Dita s kojim je povezana željezničkom prugom.

## Povijest
Termoelektrana je izgrađena na plodnom poljoprivrednom zemljištu. Većinom je oduzeta od Husinjana uz simboličnu naknadu. Danas broj Husinjana koji rade u TE Tuzla može se pobrojiti na prste jedne ruke i uz to je nevjerojatna činjenica da Husinjani, premda su u neposrednoj blizini termoelektrane, griju se na alternativne izvore.
Termoelektrana je građena u nekoliko etapa. Kamen temeljac postavljen je 1959. godine. Godine 1963. pušten je u pogon Blok 1, snage 32 MW i to je početak proizvodnje električne energije. Završetak gradnje bio je 1978. godine.
Termoelektrana je na ugljen. Oko 70% ugljena ugljena rudnika u Banovićima plasira se u Termoelektranu Tuzla. TE Tuzla je i najveći potrošač ugljena iz Rudnika u Gračanici. Obližnji Rudnik Bukinje Prometno je povezan željezničkom prugom s ovom termoelektranom, što pojeftinjuje proizvodnju zbog malog prijevoznog troška.
Do 2013. nije bio opremljen filterima za odsumporavanje. Posljedica je 50 milijuna tona sumpornog dioksida koji je godišnje padao na građane, zajedno s desetcima tona prašine. Zdravljem su platili građani Tuzle i okolice. Stanovništvo pati od respiratornih bolesti i raka više od prosjeka BiH, a očekivano trajanje života po osobi u Tuzli kraće je za 3,2 godine od prosjeka BiH, prema izvješću Centra za ekologiju i energiju. TE je u svezi s do 4.918 izgubljenih godina života u Europi svake godine. Županija Soli i Eletroprivreda BiH sporili su se dva puta pred sudom zbog isplate kompenzacija za zagađenje zraka, postavljenih županijskim zakonom. Sud je presudio u korist Županije oba puta. 2014. godine izbili su javni prosvjedi zbog zagađenja.
Revitalizirani Blok 6 snage 215 MW pušten je u pogon 21. veljače 2013. godine. Revitaliziranje obuhvaća kotlovsko postrojenje, turbine, rashladni toranj, elektropostrojenja, elektrofiltere, transport šljake i pepela, te zamjenu sustava automatike. Povećana je instalirana snaga Bloka 6 za 8 do 10 MW po osnovi povećanja energetske učinkovitosti, a godišnja proizvodnja električne energije Bloka 6 snage 215 MW iznosit će 1100 GWh. Ukupno je s time instalirana snaga TE od 715 MW, prosječna godišnja proizvodnja iznosi oko 3.100 GWh uz potrošnju ugljena od oko 3,3 milijuna tona. TE 2013. godine pod osnovno proizvodi i isporučuje toplinsku energiju za sustav daljinskog grijanja Tuzle i Lukavca, te tehnološku paru za potrebe industrije.
Danas TE Tuzla proizvodi 50% električne energije u FBiH. Planira se izgraditi sedmi blok termoelektrane.
Veliki ulagač u TE Tuzla je hrvatski HEP. Ulaganje je bilo zbog situacije u kojoj su razvijenije republike bivše SFRJ bile stavljene pred zid. Početkom osamdesetih godina bile su obvezane protiv svoje volje bespovratno ulagati sredstva u Fond za razvoj nerazvijenih, u koje je spadala Bosna i Hercegovina. Hrvatskoj se dopustila mogućnost uložiti sredstva u elektrane umjesto u Fond, Stoga je 1986. s Elektroprivredom BiH zaključila "Samoupravni sporazum o udruživanju sredstava radi zajedničke izgradnje Rudnika i TE Gacko". Slično je uložila i u termoelektrane Kakanj i Tuzla.

## Ekološki problemi

### Šljaka i pepeo
Radi proizvodnje električne energije godišnje termoelektrane potroši oko 3,3 milijuna tona do 4 milijuna tona ugljena čijim izgaranjem nastaje do 1,000.000 kubika šljake. Pri izgaranju ugljena termoelekrana u atmosferu ispusti 50.000 tona sumpor dioksida. O odsumporavanju se govori, ali ne poduzima gotovo ništa, jer po izgledu stvari svi osim pogođenih stanovnika stavili su dobit ispred zdravlja. Tek su mali pomaci, ali nedovoljni. Termoelektrana odlaže šljaku u obližnjim naseljima. Šljakišta su u pet naselja - Plane, Drežnik, Jezero, Divkovići I, Divkovići II kod Bukinja, sve bivša poljoprivredna dobra koja je TE otkupila od seljana. Na površini od 250 hektara (kao 330 nogometnih stadiona), odložila je više od 30 milijuna kubika šljake. Svi lokaliteti napunjeni su šljakom, pa jedina lokacija Divkovići II od 68 ha, koja je trebala biti korištena do kraja 2015. godine. Četiri su šljakišta zatvorena. Šljaku nastalu izgaranjem ugljena miješa se s vodom i kroz cijevi odvode na deponij (šljakište). Na šljakištima se stvara otvorena površina mulja i blata. Sadrži teške metale. Stručnjaci su utvrdili visoku koncentraciju nikla, kroma, arsena i drugih po život opasnih metala u vodi, zraku i zemljištu na šljakištima i u njihovoj blizini. Ljeti isparava dio površinske tekućine i stvara se pepeo kojeg vjetar raznosi. Kad zapuše vjetar po sasušenoj zemlji, nastaju prave male pješčane oluje. Mještani Bukinja i ponaosob zaseoka Divkovića trpe zbog zagađena zraka, zemlje i vode, šljakišta i visokih dimnjaka pored kuća. Rublje ne smiju sušiti vani, a hranjenje izvan kuće ne dolazi u obzir. Neupućeni mještani na mjestima nekadašnjih deponija šljake i pepela, punoj otrovnih metala, sade krompir, kukuruz, luk te druge žitarice i povrće. Zemlji saniranoj tek pretankim slojem zemlje višegodišnje oranje izvuklo je na površinu slojeve šljake pomiješane sa zemljom čime je povećan rizik ulaska otrova u prehrambeni lanac. Stanovnici žive na otrovanoj zemlji i brojne su smrti od raka. Druge otpadne tekućine termoelektrana ispušta u rijeku Jalu, time i u Spreču čija je pritoka. Neupućeni mještani vodama ovih rijeka navodnjava svoja poljoprivredna dobra.

Radi sigurnije uporabe TE je morala izgraditi sustav za reciklažu otpadnih voda i uspostaviti neprekidno praćenje kakvoće otpadnih voda, na što se obvezala okolišnom dozvolom koju joj je dalo Ministarstvo okoliša i turizma Federacije Bosne i Hercegovine 2011. godine. Ta dozvola je dozvola za rad svoje vrste, koju se izdaje zagađivačkim postrojenjima, a uz određene uvjete. Projekt je urađen, no radovi nisu odmah počeli. Na četiri zatvorene deponije trebalo je prema propisima nanijeti deblji sloj zemlje i zasaditi biljke koje vraćaju kakvoću zemljištu. Umjesto toga prekriveno je samo 70 hektara i to tankim slojem zemlje.
Još od kraja rata u BiH termoelektrana je bila dužna izraditi projekt sanacije i rekultivacije. radi vraćanja u prvobitno stanje šljakom prekrivenog zemljišta. Projekt je napravljen tek potkraj 2014., a stanovnici ne znaju sadržaj. Zbog zagađenja zemljišta i neugodnih uvjeta življenja, jer prašina ulazi i u domove, stanovnici sve više iseljavaju pa je od prijašnjih 513 u Divkovićima danas samo 117 ljudi. Federalno ministarstvo okoliša i turizma ističe da je Termoelektrana strateški važno poduzeće za državu, pa mu dopušta fleksibilno prilagođavanje kroz duže razdoblje, umjesto prisiljavanja na ispunjavanje visokih standarda zaštite okoliša.
Iz TE Tuzla ističu da je problem i odgovornost mještana jer ne poštuju znakove upozorenja i vrho ih je teško spriječiti da ne obrađuju te parcele na deponiji i što mještani ulaze na zabranjeno područje. Mještani naglašavaju da je elektrana morala umjesto postavljanja znakova upozorenja odavno trebala osposobiti ovo zemljište za normalno korištenje: "Na ovakav način oni su nam dali samo jedan izbor: ili da umremo od zagađenja ili od gladi. Treće, izgleda, nema!".

## Vanjske poveznice
- Facebook
- Poslovni dnevnik  Arhivirana inačica izvorne stranice od 20. listopada 2017. (Wayback Machine) TE Tuzla